# Симпліційна сфера
Симпліці́йна (або комбінато́рна) d-сфе́ра — це симпліційний комплекс, гомеоморфний d-вимірній сфері. Деякі симпліційні сфери з'являються як межі опуклого багатогранника, однак у вищих розмірностях більшість симпліційних сфер не можна отримати таким чином.
Найважливіша з відкритих проблем цієї галузі — g-гіпотеза, сформульована Пітером Макмалленом, який поставив питання про можливе число граней різних розмірностей симпліційні сфери. У грудні 2018 Карім Адіпрасіто довів гіпотезу для всіх d .

## Приклади
- Для будь-якого n ⩾ 3 простий n-цикл Cn є симпліційним колом, тобто симпліційною сферою розмірності 1. Ця побудова дає всі симпліційні кола.
- Межа опуклого багатогранника в R3 з правильними гранями, такого як октаедр або ікосаедр, є 2-сферою.
- У загальнішому випадку, межа будь-якого (d+1)-вимірного компактного (або обмеженого) симпліційного опуклого багатогранника в евклідовому просторі є симпліційною сферою.

## Властивості
З формули Ейлера випливає, що будь-яка симпліційна 2-сфера з n вершини має 3n − 6 ребер і 2n − 4 граней. Випадок n = 4 реалізується у вигляді тетраедра. При повторному здійсненні барицентричного підподілу легко побудувати симпліційні сфери для будь-якого n ⩾ 4. Однак Ернст Штайніц дав опис 1-скелетів (графів ребер) опуклих багатогранників у R3, з якого випливає, що будь-яка симпліційна 2-сфера є межею опуклого багатогранника.
Бранко Ґрюнбаум побудував приклад симпліційної сфери, яка не є межею багатовимірного багатогранника. Гіль Калай довів, що, фактично, «більша частина» симпліційних сфер не є межами багатогранників. Найменший приклад існує в розмірності d = 4 і має f0 = 8 вершин.
Теорема про верхню межу дає верхні межі для числа fi i-граней будь-якої симпліційної d-сфери з f0 = n вершинами. Гіпотезу довів для поліедральних сфер у 1970 Пітер Макмаллен, а для загальних симпліційних сфер у 1975 — Річард Стенлі.
Сформульована Макмалленом у 1970 році g-гіпотеза ставить питання про повний опис f-векторів симпліційних d-сфер. Іншими словами, які можливі набори числа граней кожної розмірності симпліційної d-сфери? Для поліедральних сфер відповідь дає g-теорема, яку довели в 1979 році Біллера і Лі (існування) і Стенлі (необхідність). Висловлено припущення, що ті самі умови необхідні для загальних симпліційних сфер.
На 2015 рік гіпотеза залишалася відкритою для d=5 і вище. У грудні 2018 Карім Адіпрасіто довів гіпотезу для всіх d.